# Winteraußenhaltung

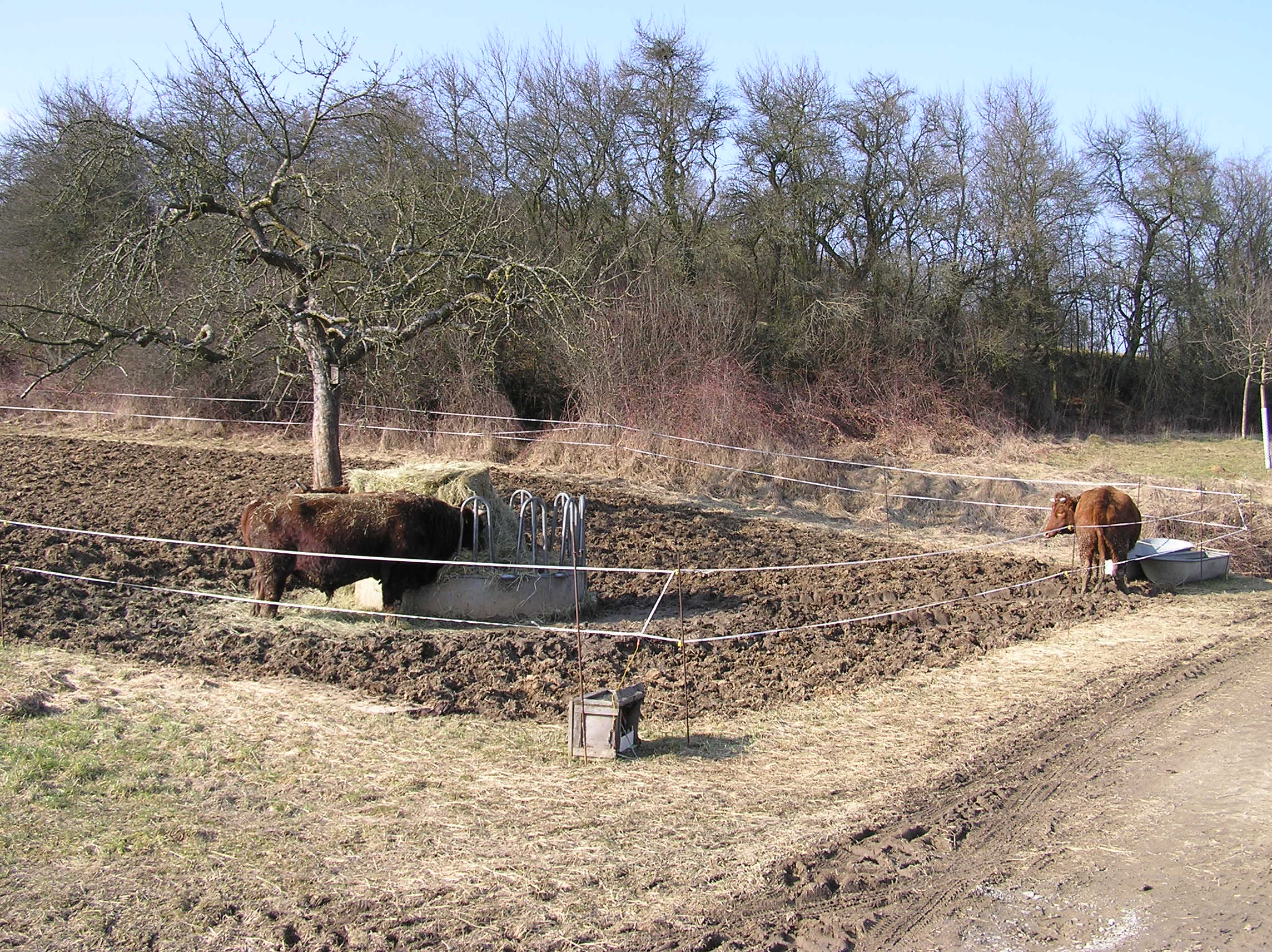
Futterplatz auf einer Winterweide im Februar.

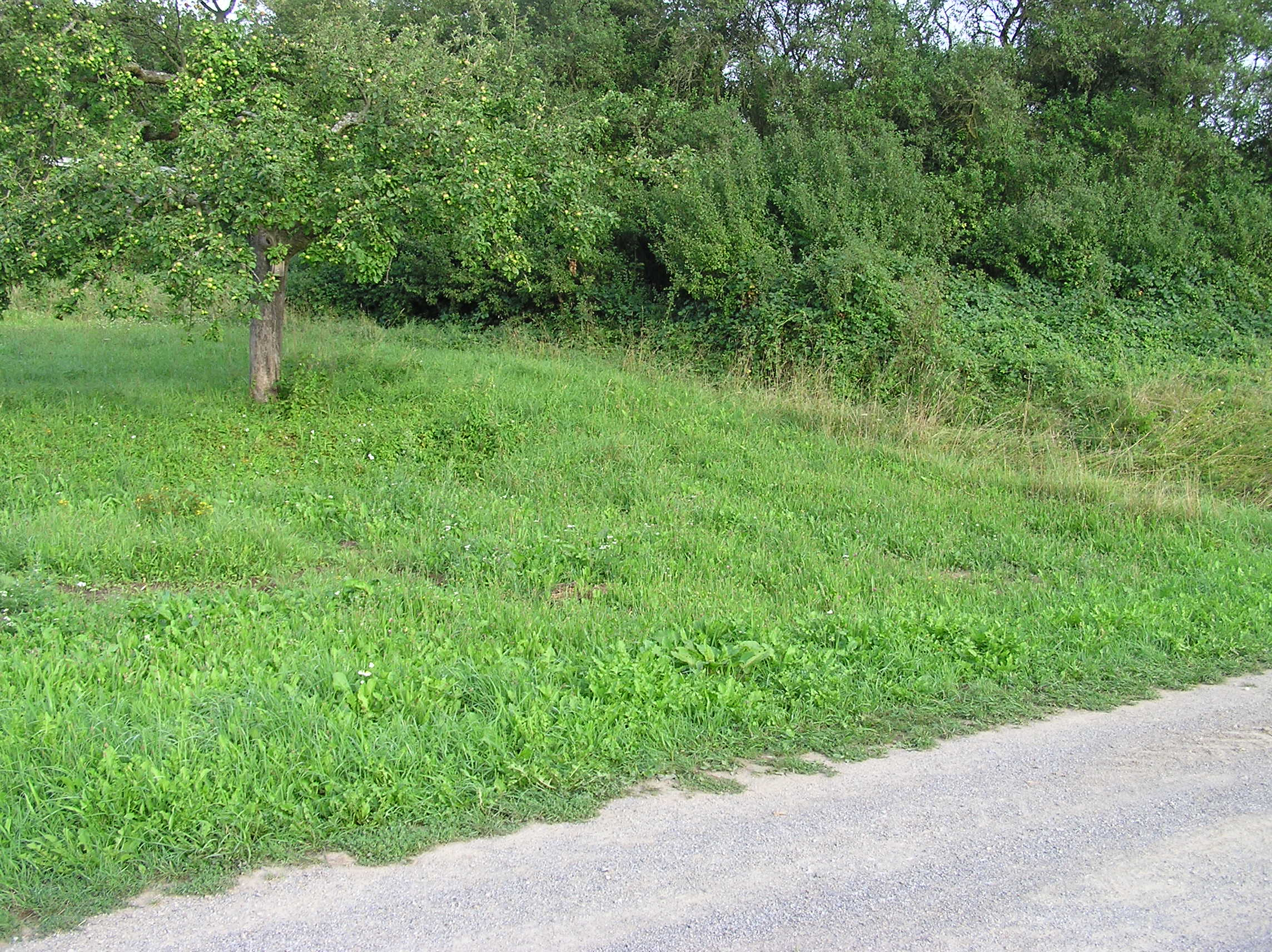
Derselbe Futterplatz im August, ohne Nachsaat.

Mit Winterweide, Winterbeweidung, Winteraußenhaltung bzw. Ganzjähriger Außenhaltung wird die Weidehaltung von landwirtschaftlichen Nutztieren im Winter bezeichnet. Die Alternative zur reinen Weidehaltung auf Grünland sind Ackerpferche (Abweiden von aufgelaufenem Ausfallgetreide und Ackerbegleitflora) oder Strohpferche (kleine Flächen, die großzügig mit Stroh eingestreut werden). Das Gegenteil ist die Winterstallhaltung.

## Tiergesundheit
Grundsätzlich kann man Rinder, Pferde, Schafe, Ziegen, Schweine und Geflügel auch im Winter im Freien halten, sofern bestimmte Bedingungen erfüllt sind. Einerseits müssen die Tiere an das winterliche Klima angepasst sein und Zeit haben, sich auf den herannahenden Winter einzustellen (z. B. durch Bildung eines Winterfells). Andererseits muss der Tierhalter dafür Sorge tragen, dass die Tiere genug Futter, Wasser und Zugang zu einem Wetterschutz und ggf. zu einer trockenen Liegefläche haben. Als Wetterschutz können beispielsweise Hecken, Gebäude, Mauern, aufgestapelte Strohballen dienen. Problematisch kann es werden, wenn rangniederen Herdenmitgliedern der Zugang zum Futter, zu Liegeflächen und Witterungsschutz durch ranghöhere Tiere verwehrt wird. Insbesondere bei hörnertragenden Rindern ist also auf eine ausreichend große Dimensionierung zu achten. Gerade für Rinder ist dieses Haltungsverfahren bei sachgerechter Umsetzung auch im Hinblick auf die Tiergesundheit positiv zu beurteilen. Gegenüber der Stallhaltung sind z. B. weniger Atemwegserkrankungen nachgewiesen. Zu beachten ist aber eine gegebenenfalls höhere Aufnahmegefahr von Parasiten bei Futterverschmutzungen (durch direkte Ablage auf dem Boden) und Nutzung natürlicher Gewässer zur Tränkewasserentnahme.

## Kosteneinsparungen
Die Winteraußenhaltung von Mutterkühen ist eine Möglichkeit, Kosten einzusparen. Es müssen keine Stallgebäude gebaut (etwa 20 % weniger Kapitalbedarf) und unterhalten werden. Entmistung und Entsorgung der Exkremente betrifft nur eingestreute Liegeflächen oder Unterstände und Futterreste auf der Winterweide. Zu dem spart die Weidehaltung im Winter auch Futterkonserven (Heu, Silage) ein, wenn noch ausreichendes Winterfutter "auf dem Halm" vorhanden ist. Mit diesem Themenkomplex beschäftigte sich eine Arbeitsgruppe der Justus-Liebig-Universität Gießen fast zwei Jahrzehnte. Insgesamt ist auch der Arbeitszeitbedarf mit einem Verhältnis von Winterstallhaltung zu Winterumtriebsweide mit 100 zu 26 deutlich geringer.

## Futterqualität und -masse, Fütterung
Je nach Vornutzung der Weide im Sommer sind bis zum Jahresende noch ausreichende Erträge und eine hohe Futterqualität erzielbar. Ab Januar nehmen Qualität (Mykotoxine) und Ertrag ab. Die Winterbeweidung hat geringe Einflüsse auf die Höhe der Primärerträge. Einerseits bedingen durch Trittschäden entstandene Narbenlücken geringere Erträge in der folgenden Vegetationsperiode. Andererseits beschreiben mehrere Untersuchungen, dass diese Mindererträge oft bis Mai/Juni wieder ausgeglichen oder gar überkompensiert sind. Eine Nachsaat im zeitigen Frühjahr bewirkt in erster Linie eine Aufwertung der Narbenschäden mit hochwertigen Futtergräsern und trägt zu einer Aufnahme der Stickstoffüberschüsse (siehe unten) bei. In Abhängigkeit von der verwendeten Technik kann sie aber die noch vorhandene Vegetation so stark schädigen, dass es im Primäraufwuchs zu einer Ertragsdepression kommen kann.
Für die Art der Futtervorlage stehen mehrere Möglichkeiten zur Wahl. Im einfachsten Fall kann das Futter direkt auf den Boden gelegt werden, z. B. in Form von Ballen oder als Schwade durch einen Futterverteilwagen. Hier können jedoch durch Verschmutzung Futterverluste entstehen und Übertragungen von Parasiten und Pathogenen stattfinden. Als stationäres Fütterungssystem werden häufig Raufen verwendet, die regelmäßig gefüllt werden. Als mobiles System lassen sich z. B. umgebaute Ladewagen verwenden, die zur Befüllung mit Futter von der Weide geholt und anschließend an anderer Stelle wieder abgestellt werden.

## Standortwahl & Probleme bei der Winterbeweidung
Als Standort für Winterweiden sollten flachgründige, trockene Böden gewählt werden. Nur bei Frost geschehen keine Bodenverdichtungen und die Grasnarbe bleibt weitgehend unbeschädigt. Bei feuchtem Boden kommt es zu Verdichtungen und auch die Grasnarbe wird teilweise bis zum Totalausfall geschädigt. 
Nicht winterweide-spezifisch ist die Entstehung von Narbenschäden an von den Tieren häufig belaufenen Stellen. Dies sind vor allem Weideeingänge, Tränke- und Futterplätze, Unterstände oder natürliche Strukturen die als Witterungsschutz oder anderen Gründen von den Tieren aufgesucht werden. Im Winter wird das Entstehen von Narbenschäden gefördert, da der Boden meistens feucht ist und beispielsweise Rinder weniger grasen und bis zu 69 % der Tageszeit an den Sammelplätzen verbringen. In diesen stark frequentierten Bereichen ist die oberirdische Vegetation schnell bis zum Totalausfall geschädigt.
Im engeren Bereich um Futter- und Liegeplätze kann es zu erhöhten Stickstoffeinträgen in den Boden kommen. Diese Problematik ist ebenfalls nicht winterweide-spezifisch, wird aber unter Umständen aufgrund der durch Trittschäden im Frühjahr fehlenden Vegetation verschärft. 
Durch regelmäßigen Wechsel der Futterplätze und Umtrieb lassen sich die genannten Probleme verringern.